# 余内村
余内村（あまうちむら）は、京都府加佐郡にあった村。現在の舞鶴市の中部、西舞鶴市街の東方一帯にあたる。

## 地理
- 海洋：舞鶴湾
- 山岳：五老岳
- 河川：伊佐津川

## 歴史
- 1889年（明治22年）4月1日 - 町村制の施行により、円満寺村・上安久村・下安久村・和田村・長浜村・福来村・倉谷村・清道村・天台村・上安村・余部上村・余部下村の区域をもって発足。
- 1902年（明治35年）6月1日 - 大字余部上・余部下・和田・長浜が分立して余部町が発足。
- 1936年（昭和11年）8月1日 - 舞鶴町に編入。同日余内村廃止。

## 交通

### 鉄道路線
村域を鉄道省の舞鶴線が通過したが、駅は所在しなかった。

### 道路
- 丹後街道（現・国道27号）